# Ringgit
Termenul ringgit (malaieză: „zimțat”) face referire de cele mai multe ori la moneda națională a Malaysiei (cod ISO 4217: MYR), însă se poate referi și la dolarul din Brunei (cod ISO 4217: BND). Termenul a fost folosit inițial pentru corelarea cu marginile zimțate ale dolarului spaniol, aflat într-o largă răspândire în zonă până la introducerea monedei proprii.
Ringgit-ul malaysian este divizat în 100 sen.
Există bancnote cu valori nominale de 100 ringgit, 50 ringgit, 20 ringgit, 10 ringgit, 5 ringgit, 2 ringgit și 1 sen. Există și monede metalice cu valori nominale de 1 ringgit, 50 sen, 20 sen, 10 sen, 5 sen 2 sen și 1 sen.